# Phorbia sinuata
Phorbia sinuata är en tvåvingeart som först beskrevs av Malloch 1924.  Phorbia sinuata ingår i släktet Phorbia och familjen blomsterflugor. Inga underarter finns listade i Catalogue of Life.